# Bellendena
Bellendena, monotipski biljni rod iz porodice dvoličnjakovki smješten u vlastitu monogeneričku potporodicu Bellendenoideae. Jedina je vrsta B. montana, endemični grm sa Tasmanije.
Rod jed opisan u Trans. Linn. Soc. London 10: 166. 1811[1810].

## Sinonimi
Nema.
- B. montana
- B. montana
- B. montana